# Regular Show
Apenas um Show (no Brasil) ou Regular Show (em Portugal e nos Estados Unidos) é uma série de desenho animado estadunidense criada por J. G. Quintel para o Cartoon Network estreada no dia 6 de setembro de 2010 e finalizada no dia 16 de janeiro de 2017 com um total de 8 temporadas e 261 episódios. A série gira em torno da vida de dois amigos da classe trabalhadora, um gaio-azul chamado Mordecai e um guaxinim chamado Rigby, que trabalham em um parque. Eles geralmente tentam resolver um problema simples que os leva a uma desventura surreal, extrema e muitas vezes sobrenatural. Durante essas desventuras, eles interagem com os outros personagens principais do programa: Benson, Pairulito, Saltitão, Musculoso, Fantasmão Toca Aqui, Margaret, CJ e Eileen.

## Produção

### Criação

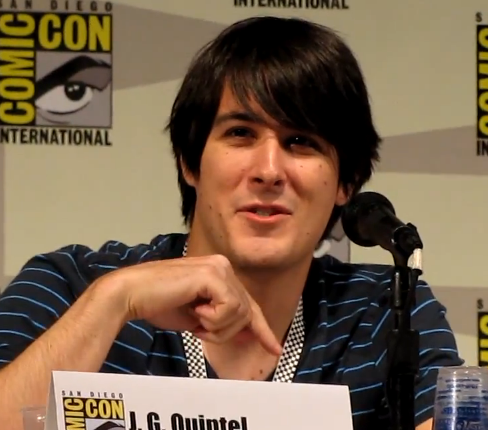
J. G. Quintel, criador de Apenas um Show e voz de Mordecai na versão original.

Apenas um Show cresceu em grande parte da vida e das experiências vividas pelo criador J. G. Quintel. J. G. Quintel estudou na Califórnia Institute of the Arts, e muitos dos personagens de Apenas um Show são baseados em personagens desenvolvidos por seus filmes estudantis, The Naïve Man from Lolliland (2005) and 2 in the AM PM (2006). Ambos originaram-se como parte de um jogo chamado filmes em 48 horas, em que os alunos colocam palavras em um chapéu, tiram uma palavra à meia-noite e passam um fim de semana desenvolvendo ideias para um filme. J. G. Quintel frequentou a faculdade com Van Orman Thurop e Pendleton Ward que passou a trabalhar no Cartoon Network Studios com J. G. Quintel. Van Orman Thurop criou As Trapalhadas de Flapjack e Pendleton Ward criou Hora de Aventura. J. G. Quintel simultaneamente trabalhou em O Acampamento de Lazlo e como diretor de criação em As Trapalhadas de Flapjack ao completar a sua licenciatura. Mais tarde ele foi convidado a participar do Cartoonstitute, um projeto do Cartoon Network para mostrar curtas-metragens criados sem a interferência de executivos da rede. J. G. Quintel voltou-se para os personagens de seus filmes, os colocou juntos com personagens novos e criou um piloto. J. G. Quintel queria apresentar um campo visual ao invés de um verbal, acreditando que a ideia faria pouco sentido se fosse ao contrário. Ele desenhou a ideia para o piloto, e Craig McCracken e Rob Renzetti gostaram de sua apresentação.Apenas um Show foi uma das duas séries a partir do projeto ganharam sinal verde como positivo. O personagem de Mordecai encarna J. G. Quintel durante seus anos de faculdade, mais especificamente na CalArts, J. G. Quintel disse: Isso é quando você está saindo com seus amigos e entra em situações estúpidas, mas você também está levando a sério o suficiente. Antes de sua estreia, em 2006 um episódio foi criado por J. G. Quintel e seus colegas de quarto como uma brincadeira enquanto os personagens estavam ainda em desenvolvimento. Rigby se baseava em um psicopata sádico, e ao longo da série, Mordecai iria ajudar a mudar a sua vida mas com o passar do tempo essa ideia foi descartada. Há relatos de que o episódio foi uma única vez ao ar contendo linguagem imprópria, violência e assassinatos levando o nome de Tudo Acaba e Rigby portando um Lança-Missêis era o vilão. Enquanto se preparava para o início do show, J. G. Quintel olhou para jovens artistas de quadrinhos independentes para compor o time de artistas da série, e ele pensou que o estilo que coincidiam com a de Apenas um Show. J. G. Quintel olhou através de blogs e sites de convenções para o pacote completo, que ele disse que era a capacidade de escrever e desenhar, algo que muitos artistas de quadrinhos independentes possuem. Além disso, J. G. Quintel participou de muitos Open Shows na CalArts, um festival de oito horas de animação dos alunos. O estilo e a sensibilidade de Apenas um Show eram difíceis de se trabalhar no início, os artistas se esforçaram para criar um som natural para a série.
Apenas um Show foi inspirado em Os Simpsons e Beavis e Butt-head. J. G. Quintel creditou os elementos estilísticos de Joe Murray de Vida Moderna de Rocko e Acampamento de Lazlo, dos jogos de videogame Street Fighter, Shadowrun e ToeJam & Earl que ele havia jogado quando era criança, assim como alguns programas de televisão britânicos. O interesse de J. G. Quintel na televisão britânica foi influenciado por seu colega de quarto na CalArts, que o apresentou a The League of Gentlemen, The IT Crowd, The Office e The Mighty Boosh, este último foi muito influente para J. G. Quintel e viria a influenciar o humor de Apenas um Show. John Infantino, diretor de criação participou da produção de storyboard de Despicable Me.

### Escrevendo
O processo de escrever um script para Apenas um Show começa com os escritores jogando jogos de escritores em busca de inspiração para encontrar uma ideia que eles acham agradável. Uma vez que uma ideia é aprovada, o enredo do episódio é escrito e passado para os artistas de storyboard, que criam o diálogo. os escritores tentam fazer as conversas soarem naturalmente para o público, usando como exemplos suas próprias experiências. O script é mostrado para os executivos da rede, que dão notas sobre o que deve ser adicionado ou mudado.
A trama começa geralmente com um problema básico que os personagens devem superar. Enquanto os protagonistas trabalham em sua tarefa, um elemento mágico, sobrenatural ou estranho aparece e complica o problema inicialmente simples. Os escritores decidem seguir esta estrutura narrativa para aproveitar a animação.
Os enredos dos episódios são influenciados pelos escritores e as experiências pessoais de J. G. Quintel, como a realização de trotes ou aceitar um desafio de comer em um restaurante. A série muitas vezes faz referência a cultura dos anos 80, a utilização de música e aparelhos eletrônicos daquela época, porque muitos fatores da década deixaram uma influência positiva sobre J. G. Quintel. A série também faz referências às tendências sociais modernas, como vídeos virais da internet.

## Enredo
A série gira em torno de dois amigos de 23 anos, um gaio-azul chamado Mordecai (J. G. Quintel) e um guaxinim chamado Rigby (William Salyers), ambos trabalham como jardineiros no parque municipal. Suas tentativas de fugir do trabalho e se divertirem geralmente os levam a aventuras surreais, extremas, e muitas vezes sobrenaturais. Isso é desgosto para seu chefe mal-humorado Benson uma máquina de chicletes falante e Saltitão (Skips em Portugal), um ieti e colega de trabalho dos dois, mas deleite para seus amigos, como Pairulito (Pops em Portugal), um homem que é gerente do parque e lembra vagamente um pirulito, por seu corpo fino e sua cabeça grande. Outros trabalhadores do parque incluem um homem verde acima do peso chamado Musculoso (Mitch) - que tem uma leve semelhança com o Frankenstein -, um fantasma com uma mão na cabeça chamado Fantasmão Toca Aqui (Fantasma Mais Cinco em Portugal) e um bode chamado Thomas, o estagiário. Mordecai e Rigby costumam visitar um café local para falar com a garçonete Margaret, uma pisco-de-peito-ruivo, por quem Mordecai é apaixonado, mas não consegue se declarar. De acordo com o criador, J. G. Quintel, a série presumivelmente tem a ação focada durante os anos 90 (já que na série, Mordecai e Rigby, referem que os anos 80 já Mark passaram Hamill).

## Personagens
Muitos personagens de Apenas um Show são vagamente baseados naqueles desenvolvidos para filmes estudantis de J. G. Quintel na California Institute of the Arts: The Naive Man from Lolliland and 2 in the AM PM. J. G. Quintel criou Regular Show para Cartoonstitute, projeto do Cartoon Network, que permitiu a jovens artistas, criar programas piloto, que eventualmente poderia ser continuados. O projeto estreou em 6 de setembro de 2010. O desenho é inspirado em algumas séries de televisão britânica e jogos de vídeo. Os episódios são produzidos usando storyboards e animação desenhada à mão, cada episódio demora nove meses para ficar pronto. J. G. Quintel recrutou vários artistas de quadrinhos independentes para desenhar elementos da animação, combinar seus estilos de desenho com as ideias de J. G. Quintel. A trilha sonora do desenho e música original é composta por Mark Mothersbaugh e músicas licenciadas.

## Vozes
| |  |  |
| A série tem como dubladores, pessoas de sucesso como Mark Hamill (na esquerda) e Steve Blum (na direita), entre outros. |  |  |

A dublagem da série é relativamente discreta e a intenção era fazer com que a maioria dos personagens soassem naturalmente. J. G. Quintel queria fazer a série ser audível ao contrário da maioria dos outros desenhos animados, que muitas vezes são chatos e são difíceis para os adultos ouvirem. O elenco principal é composto por veteranos dublagem Mark Hamill, que retrata Saltitão e Roger Craig Smith que interpreta Thomas. William Salyers tem a voz de Rigby, Janie Haddad retrata Margaret e ex-colega de classe de CalArts J. G. Quintel Sam Marin faz as vozes de Benson, Pairulito e Musculoso. J. G. Quintel retrata Mordecai e Fantasmão, membros da equipe de produção dublaram vários personagens ao longo da série, que incluem Minty Lewis, Toby Jones, Andress Salaff e Matt Price. A dublagem Apenas um Show é feita em grupo ao invés de sessões de gravação individuais para cada ator, o que faz com que o diálogo soe naturalmente. A série utiliza regularmente dubladores convidados para personagens recorrentes.

### NoBrasil
- Mordecai é dublado por Sérgio Stern, que também dubla Mike Wazowski no filme Monstros S.A.
- Rigby é dublado por Charles Emmanuel, que também dubla Mutano nos desenhos animados Os Jovens Titãs e Os Jovens Titãs em Ação, Ron Weasley na série de filmes Harry Potter e Ben em Ben 10.
- Benson é dublado por Ricardo Schnetzer. Ele já dublou vários atores conhecidos de Hollywood, como Nicolas Cage e Al Pacino.
- Margaret é dublada por Ana Lúcia Menezes. Ela foi a dubladora de outro desenho do Cartoon Network, Ben 10 onde deu voz á Gwen. Outras dublagens de Ana incluem: Maite Perroni, Amy Rose na franquia Sonic the Hedgehog, Suzy em Peppa Pig, e Misa Amane em Death Note. Ela faleceu em 2021.
- Fantasmão é dublado por Gustavo Nader, que também dubla Josh em A Era do Gelo . Outras dublagens de Gustavo incluem: Leonard em Big Bang: A Teoria, além dos jogos da empresa Blizzard Entertainment.
- Musculoso é dublado por Flávio Back, que também dubla XRL8 em Ben 10 (2016).
- Pairulito é dublado por André Bellisar, que também dubla Mr. Burns em Os Simpsons, Bráulio em La Usurpadora e Muum-Ra em Thundercats.
- Saltitão foi inicialmente dublado por Ricardo Juarez que também dublou Johnny Bravo, Edu em Du, Dudu & Edu, e agora está dublando Kratos na série de jogos God of War. Depois, Saltitão foi Dublado por Maurício Berger.
- Thomas foi dublado por três dubladores (Luís Manuel, Peterson Adriano, Oscar Rodrigues)
- Eileen foi dublada por Christiane Monteiro. Ela também dublou Lindinha em As Meninas Super-Poderosas.
- CJ foi dublada por Jullie. Ela é cantora e foi durante um tempo apresentadora da extinta Mix TV.
- Vozes Adicionais: Yago Machado, André Marcondes, Matheus Périssé, Wirley Contaifer, Jorge Vasconcellos, Malta Jr., Rodrigo Antas, Mauro Ramos, Manolo Rey, Ronaldo Júlio, Christiane Louise, Phillippe Maia, Priscila Amorim, Carlos Seidl, Dário de Castro, Mabel Cézar, Júlio Chaves, Reinaldo Pimenta, Isaac Bardavid, Márcio Simões, Mário Jorge, Juraciara Diacovico, Alexandre Moreno, Flávia Fontenelle, Anderson Coutinho, Lauro Fabiano, Ana Elena, Evie Saide, Duda Ribeiro, Eduardo Drummond, Filipe Albuquerque e outros.
- Estúdio de dublagem: Cinevídeo (primeira e segunda temporada) e Wan Macher/Wan Marc (terceira temporada em diante)
- Locução: Ricardo Vooght (Cinevídeo) e Sérgio Fortuna (Wan Macher/Wan Marc)

### Animação
Cada episódio de Apenas um Show leva nove meses para ser concluído. J. G. Quintel e sua equipe de 35 pessoas, desenvolvem cada episódio na Cartoon Network Studios em Burbank, Califórnia O roteiro é ilustrado em imagens desenhadas à mão livre, conhecido como storyboard os roteiros são então animados e misturados com o diálogo correspondente para criar o animatic, que é então enviado para ser aprovado pela rede. Os artistas do show reúnem seus trabalhos fundos, desenhos de personagens e adereços para enviar a Saerom Animations na Coreia do Sul, onde os aspectos mais desafiadores do episódio são executados. Quando terminam, o episódio é enviado de volta para Califórnia. As músicas e efeitos sonoros são criados e o episódio é misturado e completado. O processo permite que a equipe de produção trabalhe simultaneamente em dezenas de episódios, em diferentes fases de produção.
Embora a animação moderna tenha mudado, Apenas um Show tem sido descrito como muito mais baixo nível, e é animado tradicionalmente à mão usando tintas e pintura digital. Embora outras técnicas foram sugeridos para o programa, J. G. Quintel se sentiu mais confortável trabalhando no papel, considerando a forma mais orgânica e representativa do estilo individual de cada artista.

### Música

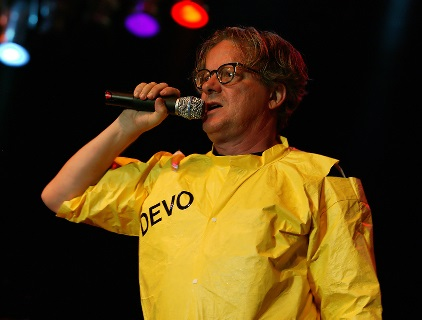
O músico Mark Mothersbaugh é um dos compositores da série

Apenas um Show não possui uma música como tema, em vez disso, no início de cada episódio, um som turvo seguido por um tique-taque de um relógio é ouvido. O principal compositor da série é Mark Mothersbaugh, um dos membros fundadores da banda Devo. Como J. G. Quintel estava desenvolvendo o piloto considerou pedir a Mark Mothersbaugh para criar a música para o desenho. O animatic do episódio foi enviado para Mark Mothersbaugh, juntamente com um pedido para ele se juntar a equipe.
Apenas um Show, ocasionalmente, faz uso de músicas licenciadas principalmente as da década de 80, o que começou quando J. G. Quintel e os escritores começaram a gravar as animatics usando músicas registradas para as cenas de montagem. Os executivos da rede assistiram ao animatic e disseram a equipe que se quisessem usar algumas das canções para os episódios finais, eles poderiam. J. G. Quintel disse que as músicas são escolhidas pela sua adequação para a cena, se elas soam bem e são acessíveis. J. G. Quintel gosta de usar as canções nos episódios porque os espectadores adultos podem lembrar-se deles e os espectadores mais jovens podem apreciar a música mais velha. Canções incluíram "You're the Best Around" e "Mississippi Queen".
A série também produz músicas originais que são usados em seus episódios. Estes são geralmente compostas por Mark Mothersbaugh e escrito por um dos artistas de storyboard. "Summertime Love, Love in the Summer Time" foi escrito por Sean Szeles, um dos membros da equipe de produção e apareceu no episódio "Essa é Minha Música" (13° episódio da 2° Temporada), assim como "Party Tonight" que aparece em "Mordecai e os Rigbys" (12° episódio da 1° temporada).

## Transmissão
A 1ª temporada estreou nos EUA no a 6 de setembro de 2010 e no Brasil em 11 de agosto de 2011 pelo Cartoon Network.
A 2ª temporada estreou nos EUA a 29 de novembro de 2010 e no Brasil em 13 de outubro de 2011.
A 3ª temporada estreou nos EUA a 19 de setembro de 2011 e no Brasil em 11 de junho de 2012.
A 4ª temporada estreou nos EUA a 1 de outubro de 2012 e no Brasil em 11 de março de 2013.
A 5ª temporada estreou nos EUA a 2 de setembro de 2013 e no Brasil em 17 de março de 2014.
A 6ª temporada estreou nos EUA a 9 de outubro de 2014 e no Brasil em 2 de março de 2015.
A 7ª temporada estreou nos EUA a 26 de junho de 2015 e no Brasil em 9 de novembro de 2015.
A 8ª temporada estreou nos EUA a 26 de setembro de 2016 e no Brasil em 13 de fevereiro de 2017.
O último episódio foi ao ar nos EUA a 16 de janeiro de 2017 com o especial de meia hora A Regular Epic Final Battle e no Brasil em 8 de dezembro de 2017.

## Episódios
Apenas um Show possui 261 episódios e 8 temporadas (16 especiais + 1 filme).
| Temporada | Temporada | Episódios                                                             | Exibição original      | Exibição original      | Exibição no Brasil      | Exibição no Brasil     | Exibição em Portugal    | Exibição em Portugal    |
| Temporada | Temporada | Episódios                                                             | Estreia                | Final                  | Estreia                 | Final                  | Estreia                 | Final                   |
| --------- | --------- | --------------------------------------------------------------------- | ---------------------- | ---------------------- | ----------------------- | ---------------------- | ----------------------- | ----------------------- |
|           | Piloto    | Piloto                                                                | 14 de agosto de 2009   | 14 de agosto de 2009   | 14 de maio de 2012      | 14 de maio de 2012     | 6 de abril de 2011      | 6 de abril de 2011      |
|           | 1         | 12                                                                    | 6 de setembro de 2010  | 22 de novembro de 2010 | 11 de agosto de 2011    | 30 de janeiro de 2012  | 5 de abril de 2013      | 6 de agosto de 2014     |
|           | 2         | 28 (2 Especiais)                                                      | 29 de novembro de 2010 | 1 de agosto de 2011    | 13 de outubro de 2011   | 31 de outubro de 2012  | 1 de setembro de 2014   | 5 de fevereiro de 2015  |
|           | 3         | 40 (1º Especial de Contos de terror do parque)                        | 19 de setembro de 2011 | 3 de setembro de 2012  | 11 de abril de 2012     | 12 de junho de 2013    | 21 de março de 2015     | 15 de maio de 2015      |
|           | 4         | 40 (3 Especiais + 2º Especial de Contos de terror do parque)          | 1 de outubro de 2012   | 12 de agosto de 2013   | 11 de março de 2013     | 10 de março de 2014    | 19 de junho de 2015     | 12 de julho de 2015     |
|           | 5         | 40 (3 Especials + 3º Especial de Contos de terror do parque)          | 2 de setembro de 2013  | 14 de agosto de 2014   | 17 de março de 2014     | 15 de março de 2016    | 18 de julho de 2015     | 15 de novembro de 2015  |
|           | 6         | 31 (4 Especiais + 4º Especial de Contos de terror do parque)          | 9 de outubro de 2014   | 25 de junho de 2015    | 2 de março de 2015      | 21 de dezembro de 2015 | 5 de dezembro de 2015   | 25 de junho de 2016     |
|           | 7         | 39 (2 Especiais + 5º Especial de Contos de terror do parque)          | 26 de junho de 2015    | 30 de junho de 2016    | 9 de novembro de 2015   | 13 de março de 2017    | 26 de junho de 2016     | 30 de outubro de 2016   |
|           | 8         | 31 (2 Especiais + 6º e Último Especial de Contos de terror do parque) | 26 de setembro de 2016 | 16 de janeiro de 2017  | 13 de fevereiro de 2017 | 8 de dezembro de 2017  | 17 de dezembro de 2016  | 22 de março de 2017     |
|           | Curtas    | 15                                                                    | 15 de abril de 2011    | 2 de janeiro de 2017   | 18 de setembro de 2014  | 1 de fevereiro de 2018 | 15 de julho de 2016     | 14 de abril de 2017     |
|           | Filme     | Filme                                                                 | 25 de novembro de 2015 | 25 de novembro de 2015 | 7 de dezembro de 2015   | 7 de dezembro de 2015  | 27 de fevereiro de 2016 | 27 de fevereiro de 2016 |

### Episódios Especiais
Piloto
Apenas um Show (Ep 0)
 14 de agosto de 2009 
 14 de maio de 2012
2ª temporada
No Cemitério (Ep 19)
 9 de maio de 2011
 31 de outubro de 2012
Primeiro Dia (Versão estendida do Piloto) (Ep 25)
 11 de julho de 2011
 14 de maio de 2012
4ª temporada
Saída 9B (Ep 1-2)
 1 de outubro de 2012
 28 de abril de 2013
O Especial de Natal (Ep 11-12)
 3 de dezembro de 2012
 2 de dezembro de 2013
Um Bando de Gansos Grandes (Ep 22)
 11 de março de 2013
 28 de julho de 2013
5ª temporada
Especial de Ação de Graças (PT) 
O Especial de Ação de Graças (BR) (Ep 13-14)
 25 de novembro de 2013
 14 e 15 de março de 2016
 4 de setembro de 2015
Beijo de Ano Novo (BR) 
Beijo de Fim de Ano (PT) (Ep 16)
 31 de dezembro de 2013
 1 de dezembro de 2014
 19 de julho de 2015
A História do Saltitão (Ep 24-25)
 14 de abril de 2014
 8 de setembro de 2014
 21 de novembro de 2015
6ª temporada
O Verdadeiro Thomas: Um Estagiário Especial (PT/BR) (Ep 9-10)
 20 de novembro de 2014
 4 de dezembro de 2015
 12 de dezembro de 2015
A Brincadeira do Elefante Branco (BR) 
A Troca de Presentes do Amigo Oculto (PT) (Ep 11)
 4 de dezembro de 2014
 14 de dezembro de 2015
 19 de dezembro de 2015
Feliz Natal, Mordecai! (BR/PT) (Ep 12)
 4 de dezembro de 2014
 21 de dezembro de 2015
 19 de dezembro de 2015
Uma Missão Especial para o Interpato (BR) (Ep 26-27)
 9 de abril de 2015
 3 de novembro de 2015
 18 de junho de 2016
7ª temporada
Especial da Experiência da Redoma (BR/PT) (Ep 5-6)
 27 de agosto de 2015
 20 de março de 2016
 29 de outubro de 2016
Especial da Formatura do Rigby (BR) 
O Especial Dia da Graduação do Rigby (PT) (Ep 38-39)
 30 de junho de 2016
 13 de fevereiro de 2017
 22 e 23 de outubro de 2016
8ª temporada
Natal no Espaço (PT/BR) (Ep 24-25)
 1 de dezembro de 2016
 4 de dezembro de 2017
 24 de dezembro de 2017
Uma Batalha Final, Épica e Regular (PT) 
Apenas uma Batalha Final Épica (BR) (Ep 29-31) (Fim da Série)
 16 de janeiro de 2017
 8 de dezembro de 2017
 1 de dezembro de 2017

### Minisséries
Contos de Terror do Parque: I, II, III, IV, V e VI (BR/PT) (2 Partes)

## Recepção

### Audiência
Apenas um Show se tornou sucesso instantâneo. Sua primeira e segunda temporada, com transmissão nas segundas-feiras à noite, classificada como número um no seu horário de acordo com a Nielsen Media Research, a estreia do piloto foi assistido por 2.097.000 telespectadores nos Estados Unidos. Para os episódios seguintes da primeira temporada, a audiência aumentou mais de 10 por cento face ao mesmo período do ano anterior. Por exemplo, a série foi vista por 1.339.000 crianças de 2-11 anos, um aumento de 65 por cento em relação ao ano anterior. Ela também foi assistida por 716 mil crianças com idades entre 9-14 anos, um aumento de 43 por cento. Na estreia da segunda temporada, "Olá Senhor", marcou um declínio dos números da primeira temporada. Ele ganhou 2.067.000 visualizações, mas marcou um aumento a partir do final da primeira temporada, que foi assistido por 2.028.000 telespectadores. A estreia da terceira temporada, "Hockey de Mesa", viu um declínio maior em espectadores, registrando 2 milhões de visualizações. Como a série continuou sua audiência cresceu, a estreia da quarta temporada, "Saída 9B", foi assistida por 3.047.000 telespectadores, um aumento significativo de temporadas anteriores
A partir de maio de 2013, o programa teve de 2 a 2,5 milhões de telespectadores semanais. A série recebeu críticas positivas e desenvolveu uma sequência de fãs, adolescentes e adultos. Regular Show foi nomeado para vários prêmios, incluindo dois Annie Award e quatro Primetime Emmy Award um dos quais ele ganhou para o episódio "Ovocelente" (18° episódio da 3ª temporada).

### Críticos
Apenas um Show geralmente tem recebido críticas positivas dos críticos. Um colaborador da IGN, RL Shaffer, chamou a série de doida, absurda, bizarra e hilária. Ele elogiou a escrita da série, e disse que ela incluiu "diálogo mal-humorado, personagens estranhos e histórias inteligentes, cada mais irrelevantes do que o último. Apenas um Show nunca deixa de agradar os críticos". Ele terminou sua análise chamando a série de "uma peça muito legal de comédia" e escreveu que ela é um "humor animado, descaradamente bobo e quase sempre engraçado".
No site DVD Talk, Neil Lumbrad descreveu o show como "senso de humor excêntrico com um monte de aleatoriedade que faz com que seu título um tanto peculiar e hilariante" e comparou-o com Looney Tunes e outros desenhos animados, incluindo As Meninas Super Poderosas, O Laboratório de Dexter e Johnny Bravo que o Cartoon Network produziu. Ele escreveu que a rede tem encontrado "ouro animado com Apenas um Show" e que é uma "joia de animação de comédia digna de ser descoberta por muitos anos". Lumbrad terminou a sua análise recomendando a série e chamando-a de "um desenho animado verdadeiramente impressionante com muito bom humor para se desfrutar."

## Filme
Um filme televisivo de Regular Show foi produzido sendo lançado em 25 de novembro de 2015 nos Estados Unidos e no Brasil no dia 7 de dezembro de 2015 que é Regular Show: The Movie.

## Quadrinhos
Foi anunciado em 5 de março de 2018 que Regular Show vai ter 6 HQs intituladas Regular Show: 25 Years Later que vai continuar as aventuras de Mordecai e Rigby depois dos acontecimentos do último episódio da série. A HQ lançou em junho deste ano nos EUA.

## Prêmios e indicações
| Ano  | Prêmio                      | Categoria                            | Nomeado                                 | Resultado |
| ---- | --------------------------- | ------------------------------------ | --------------------------------------- | --------- |
| 2011 | Annie Awards                | Melhor série animada para crianças   | Regular Show                            | Indicado  |
| 2011 | Emmy Awards                 | Melhor curta de animação             | "Mordecai e os Rigbys"                  | Indicado  |
| 2011 | BAFTA Children's Award (UK) | Votação Yahoo! – Top 10s – Televisão | Regular Show                            | Indicado  |
| 2011 | BAFTA Children's Award (UK) | Internacional                        | Janet Dimon, J. G. Quintel, e Mike Roth | Indicado  |
| 2012 | Annie Awards                | Melhor Storyboard para Televisão     | Benton Connor                           | Indicado  |
| 2012 | Emmy Awards                 | Melhor Curta Animado                 | "Ovocelente"                            | Venceu    |
| 2013 | Emmy Awards                 | Melhor Curta Animado                 | "Um Bando de Gansos Grandes"            | Indicado  |
| 2013 | Emmy Awards                 | Melhor Programa Animado              | "O Especial de Natal"                   | Indicado  |